# Храм Тихона, Патриарха Всероссийского, в Московском
Храм Святителя Тихона, Патриарха Всероссийского — приходской православный храм в городе Московском Новомосковского округа Москвы. Принадлежит к Ильинскому благочинию Московской епархии Русской православной церкви.

## История
В 1994 году на территории Московского было принято решение построить молельный дом баптистов. Это решение вызвало резонанс среди православного населения посёлка — оно, будучи более многочисленной общиной, не имело своего храма. В октябре 1994 года начался сбор подписей под письмом с просьбой о приостановлении строительства баптистской церкви. Строительство приостановили, а в марте 1995 года в посёлке был проведён референдум, целью которого было решить, какой храм будет построен — баптистский или православный. На голосовании более 700 человек выбрали строительство православного храма и всего 14 — баптистского. После этого был проведён сбор подписей под письмом о выделении земельного участка для строительства храма. Под ним подписалось 7203 человека. 30 ноября 1995 года главой Московского сельского округа было подписано соответствующее распоряжение.
Приход был назван в честь святителя Тихона, патриарха Всероссийского. Первоначально службы проводились в одной из квартир посёлка. Это помещение было выделено дирекцией агрокомбината «Московский». Строительство малого храма закончилось 9 октября 1996 года, и 20 октября 1996 года в нём состоялась первая служба. По замыслу авторов проекта рядом с малым храмом должен был возвышаться основной храм. 16 октября 1996 года был заложен камень в основание будущего храма и установлен крест. Основное здание храма было построено в 2001 году. 2 марта 2003 года состоялось освящение храма. Для проведения чина освящения в Московский приехал митрополит Крутицкий и Коломенский Ювеналий.
Когда начались богослужения в большом храме, малый храм по благословению митрополита Ювеналия был переосвящён в честь праздника Рождества Иоанна Предтечи.
С 2003 года при храме действует воскресная школа, которую посещает около тридцати детей. В 2007 году открылась приходская библиотека, содержащая православную духовную и художественную литературу для взрослых и детей, а также видеофильмы. Имеется пункт вещевой помощи бездомным. При храме работает пекарня и хлебная лавка.
Настоятель храма — иерей Максим Мельниченко.